# Unicorn Store
Pour plus de détails, voir Fiche technique et Distribution.
Unicorn Store, ou Magasin de Licornes au Québec, est un film américain réalisé et co-produit par Brie Larson, sorti le 5 avril 2019. Premier long métrage de l'actrice-réalisatrice, d'après le scénario de Samantha McIntyre, il est présenté au festival international du film de Toronto 2017.

## Synopsis
Kit est une jeune femme qui retourne vivre chez ses parents, après un échec dans une école d'art. Ne voulant pas être une déception pour eux, elle trouve un emploi d'intérimaire dans une agence de communication. Là-bas, Kit reçoit de mystérieuses enveloppes l'invitant à se rendre au Unicorn Store. Elle y découvre un homme, seul et unique vendeur de ce magasin très particulier, qui va la préparer à adopter une licorne, son rêve d'enfance. Avec l'aide d'un apprenti charpentier, cette quête va la pousser à grandir et à s'épanouir.

## Fiche technique
Sauf indication contraire, les informations mentionnées dans cette section peuvent être confirmées par la base de données cinématographiques IMDb,  présente dans la section « Liens externes ».
- Titre original : Unicorn Store
- Titre québécois : Magasin de Licornes
- Réalisation : Brie Larson
- Scénario : Samantha McIntyre
- Musique : Alex Greenwald
- Direction artistique : Justin Allen
- Décors : Matt Luem
- Costumes : Mirren Gordon-Crozier
- Photographie : Brett Pawlak
- Montage : Jennifer Vecchiarello
- Production : David Bernad, Terry Dougas, Ruben Fleischer, Lynette Howell Taylor, Brie Larson et Paris Kasidokostas Latsis
  - Production déléguée : Jean-Luc De Fanti, Nathan Kelly, Samantha McIntyre et Anne Woodward
- Sociétés de production : The District, Rhea Films, Hercules Film Fund et 51 Entertainment
- Société de distribution : Netflix
- Budget : n/a
- Pays de production :  États-Unis
- Langue originale : anglais
- Format : couleur
- Genre : comédie
- Durée : 92 minutes
- Dates de sortie[3] :
  - Canada : 11 septembre 2017 (festival international du film de Toronto)
  - Monde : 5 avril 2019 (Netflix)

## Distribution

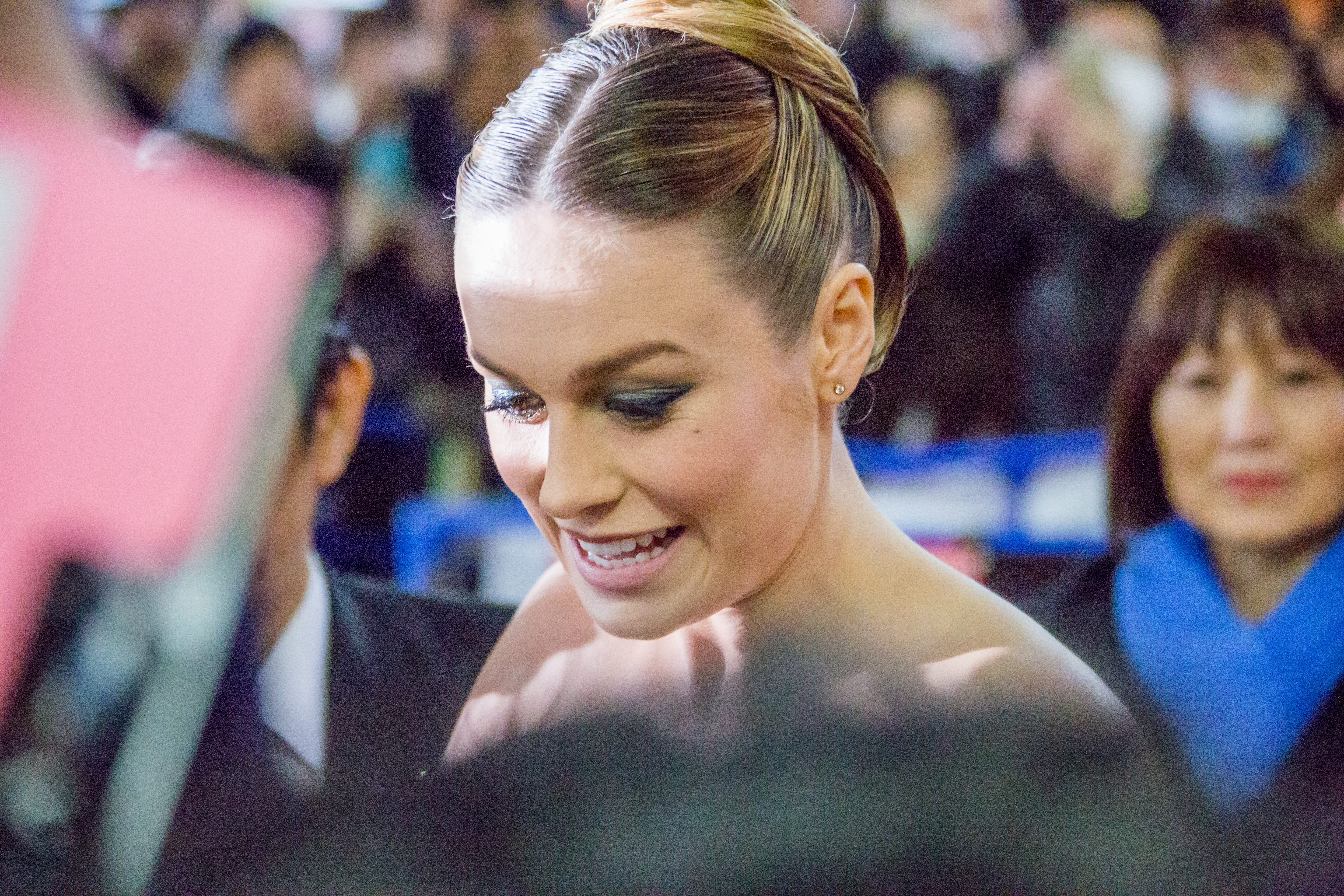
L'actrice principale et réalisatrice Brie Larson, en 2017.

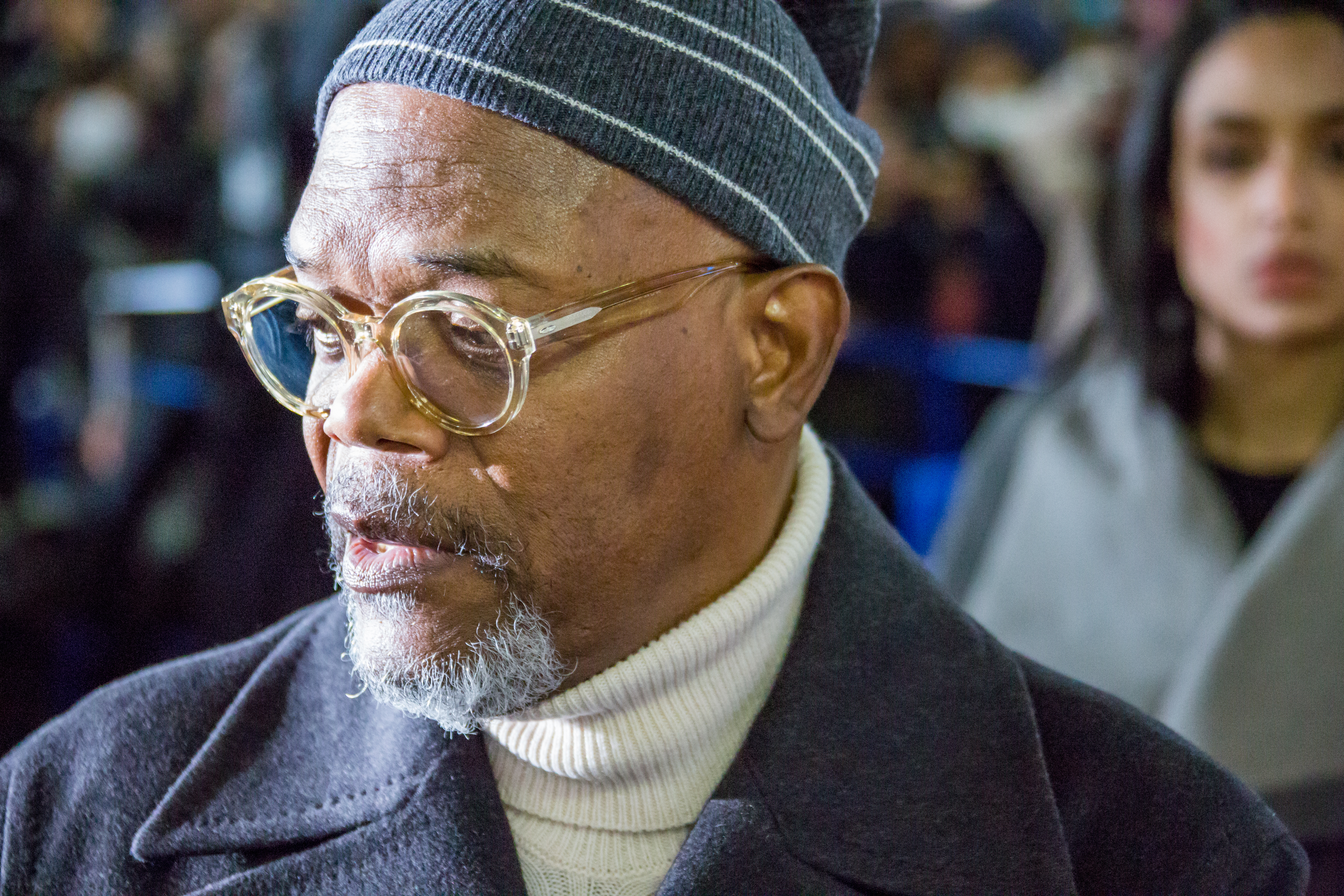
Samuel L. Jackson, en 2017.

- Brie Larson (VF : Marie Tirmont) : Kit
- Samuel L. Jackson (VF : Thierry Desroses) : Le vendeur
- Joan Cusack (VF : Michelle Brûlé) : Gladys
- Bradley Whitford (VF : Daniel Lafourcade) : Gene
- Karan Soni (VF : Nessym Guetat) : Kevin
- Mamoudou Athie (VF : Eilias Changuel) : Virgil
- Mary Holland (VF : Jessica Barrier) : Joanie
- Hamish Linklater (VF : Raphaël Cohen) : Gary
- Annaleigh Ashford (VF : Nathalie Homs) : Crystal
- Martha MacIsaac (VF : Marie Chevalot) : Sabrina
- Chris Witaske (en) (VF : Bruno Méyère) : Matt
- Ryan Hansen (VF : Thierry Kazazian) : Brock
- Cody Sullivan (VF : Julien Crampon) : Spencer

 Source et légende : version française (VF) sur RS Doublage

## Production
Le tournage s'est déroulé de novembre à décembre 2016.